# Adoretus simulatus
Adoretus simulatus är en skalbaggsart som beskrevs av Eugène Benderitter 1927. 
Adoretus simulatus ingår i släktet Adoretus och familjen Rutelidae. Inga underarter finns listade i Catalogue of Life.